# ژان-پل لو شانوا
ژان-پل لو شانوا (فرانسوی: Jean-Paul Le Chanois‎; ۲۵ اکتبر ۱۹۰۹ – ۸ ژوئیهٔ ۱۹۸۵) یک کارگردان، فیلم‌نامه‌نویس، و هنرپیشه اهل فرانسه بود. او برای فیلم بدون گذاشتن نشانی، برنده خرس طلایی از اولین دوره جشنواره فیلم برلین در ۱۹۵۱ شده‌است.
از فیلم‌ها یا برنامه‌های تلویزیونی که وی در آن نقش داشته‌است، می‌توان به بی‌نوایان و زندگی از آن ماست اشاره کرد.